# Pio La Torre
Pio La Torre, né le 24 décembre 1927 à Palerme et mort dans la même ville le 30 avril 1982 est un homme politique italien.
Dirigeant du Parti communiste italien, animateur de la lutte des paysans siciliens sans terre, il est député à partir de 1972. Pio La Torre fut abattu par la mafia après avoir proposé une loi introduisant un nouveau type de crime dans le système judiciaire italien - conspiration mafieuse - et la possibilité pour les tribunaux de saisir et confisquer le patrimoine des personnes appartenant à un réseau mafieux.

## Un leader paysan
La Torre naît à Rocca Tagliata dans la banlieue de Palerme, de parents paysans. Il paie ses études en travaillant dans le bâtiment. Il se lance en politique en devenant un meneur du mouvement paysan en Sicile, d'abord au sein du syndicat agricole Confederterra, puis comme secrétaire régional de la Confédération générale italienne du travail, enfin en rejoignant le Parti communiste italien.
Il se heurte aussitôt à Cosa Nostra et le combat contre la domination mafieuse devient alors le fil rouge de toute sa vie militante. Très active dans la répression du mouvement paysan qui luttait pour une réforme agraire, Cosa Nostra assassine durant cette période une quarantaine de syndicalistes.
En 1948 La Torre remplace, à Corleone, le leader paysan Placido Rizzotto, qui vient d'être assassiné par la mafia de Luciano Liggio. En mars 1950, le jeune étudiant La Torre est arrêté par la police à Bisacquino alors qu'il conduisait le combat des paysans pour la réforme des terres en occupant de grandes propriétés. Il passe 18 mois en détention préventive avant d'être libéré.
Il est élu pour la première fois au conseil municipal de Palerme en 1952.
En 1960, il devient membre du Comité Central du PCI, et en 1962 il est élu secrétaire régional du parti en Sicile. En 1963 il est député de l'Assemblée régionale sicilienne.

## Membre de la Commission parlementaire antimafia
En 1972, La Torre est élu à la Chambre des Députés italienne pour le district de Palerme. Il est réélu deux fois et reste député jusqu'à ce qu'il soit tué par la mafia, le 30 avril 1982. La Torre devient membre de la Commission Antimafia, créée en 1962 durant la Première Guerre de la mafia, qui publie son rapport final en 1976. La Torre et le juge Cesare Terranova expriment leur opinion dissidente, en pointant du doigt les liens entre la Mafia et des politiciens importants, souvent membres du Parti Chrétien-Démocrate.

## Retour en Sicile
En 1981 La Torre demande à son parti de le renvoyer en Sicile où il devient le secrétaire régional du parti. Il s'investit également avec le journaliste Giuseppe Fava dans le mouvement populaire contre le déploiement de missiles de croisière BGM-109G Gryphon par les États-Unis depuis la base aérienne de Comiso. Les missiles sont stationnés à la base en juin 1983, mais seront démantelés après la signature du Traité sur les forces nucléaires à portée intermédiaire par les États-Unis et l’URSS, le 8 décembre 1987. Les 16 derniers missiles de croisière quitteront la base en 1991.

## Loi Rognoni-La Torre
Le 31 mars 1980, La Torre présente un projet de loi qui s'inspire de la lutte antiterroriste des années de plomb et du Rico Act américain du 15 octobre 1970. Il prévoit l'introduction d'un nouveau crime dans le système judiciaire italien, la conspiration mafieuse, et la possibilité pour les tribunaux de saisir et confisquer le patrimoine des personnes appartenant à un réseau mafieux.
Elle n'est adoptée qu'après les assassinats par les hommes de Salvatore Riina de Pio La Torre, le matin du 30 avril 1982, et du général Carlo Alberto dalla Chiesa, le 3 septembre suivant. La loi Rognoni-La Torre — d'après les noms des deux instigateurs de la loi, le ministre chrétien-démocrate Virginio Rognoni et Pio La Torre — inclut deux innovations importantes :
- L'introduction dans le système judiciaire d'un nouveau crime, la conspiration mafieuse ;
- La possibilité pour les juges de saisir et de confisquer les biens des personnes appartenant à une conspiration mafieuse, ainsi que ceux de leurs parents, conjoints et cohabitants qui ont joué un rôle important ou secondaire pour la mafia, durant les cinq années précédentes.

Auparavant, l'article 416 du code pénal italien, issu du code Rocco établi en 1930 par le régime fasciste en reprenant l'article 248 du code Zanardelli de 1889 créant l'associazione per delinquere, définit le crime organisé sur la base de trois éléments : l'organisation associée, la structure organisée et le programme criminel. Le crime organisé de type mafieux présente un caractère additionnel spécifique : la capacité d'intimidation jusqu'à la sujétion et l'omertà. C'en est au point de pouvoir le considérer comme un système, une règle absolue d'obéissance et de loi du silence qui demande en premier lieu, à l'ensemble de la population, de refuser de collaborer avec la police. Une soumission de fait au pouvoir de la mafia.
Avec l'inclusion de la conspiration mafieuse dans l'article 416 bis du Code pénal italien, une brèche importante est colmatée. Malgré son danger manifeste, la conspiration mafieuse n'est pas encore reconnue spécifiquement par le Code pénal. Les clauses contenues dans l'article 416 bis du Code pénal concernant les associations criminelles permettent de venir à bout de phénomènes locaux et limités de délinquance associée mais pas d'affronter le crime organisé, faute d'outils pénaux adaptés.

## Assassiné par la mafia
Avant même que son projet de loi ne soit approuvé par le Parlement, La Torre est assassiné par les Corleonesi, qui étaient à l'époque empêtrés dans la deuxième guerre de la mafia avec des factions rivales et contre les parlementaires italiens qui tentaient de combattre sérieusement Cosa Nostra.
Le 30 avril 1982, La Torre et son chauffeur Rosario Di Salvo sont tués par de nombreux coups de feu, non loin des bureaux du Parti communiste à Palerme. Leur voiture est bloquée dans une rue à sens unique par la voiture des tueurs. Di Salvo riposte avec son pistolet calibre 38, avant d'être tué. Le commando est composé de Pino Greco, Giuseppe Lucchese, Nino Madonia, Mario Prestifilippo et Salvatore Cucuzza.
Le lendemain, le général Dalla Chiesa est nommé préfet de Palerme pour essayer d'endiguer la vague de violence déclenchée par la deuxième guerre de la mafia. Le projet de loi de La Torre ne sera voté qu'après l'assassinat de Dalla Chiesa le 3 septembre 1982, sur ordre du chef mafieux Salvatore Riina du Clan des Corleonesi. Le Parlement se voit contraint d'adopter la loi de La Torre en même temps que d'autres mesures d'urgences contre la Mafia.
Selon le bras-droit de La Torre, Antonino Mannino, l'assassinat aurait été perpétrée par la mafia en espérant que la loi conçue par le député communiste ne soit pas appliquée et pour rendre service aux services secrets qui craignait que l'activisme de La Torre empêche l'OTAN d'installer ses missiles de croisière sur l'aéroport de Comiso.